# Den röde agenten
Den röde agenten (engelska: Ring of Spies) är en brittisk spionfilm från 1964 i regi av Robert Tronson. 

## Handling
En brittisk marinofficer rekryteras av sovjetiska agenter. Filmen bygger på ett verkligt fall, kallat Portland spy ring, under 1950-talet.

## Rollista i urval
- Bernard Lee - Henry Houghton
- William Sylvester - Gordon Lonsdale
- Margaret Tyzack - Elizabeth Gee
- David Kossoff - Peter Kroger
- Nancy Nevinson - Helen Kroger
- Thorley Walters - kommendör Winters
- Philip Latham - kapten Ray
- Cyril Chamberlain - Anderson
- Justine Lord - Christina
- Derek Francis - polischef Croft
- Geoffrey Palmer - polis
- Paul Eddington - partygäst